# کلنگ‌ریختان
کلنگ‌ریختان (به لاتین: Gruimorphae)  یک تبارشاخه از پرندگان است که شامل راستۀ سلیم‌سانان (سلیم‌ها، کاکاییان، و وابستگان) و کلنگ‌سانان (درنا و یلوه) توسط تجزیه و تحلیل مولکولی مشخص شده است.  

## نام‌گذاری
کلنگ واژه‌ای پهلوی برای این گروه از پرندگان است که در کتاب "بندهش" آمده بود. تا یک سدۀ گذشته نام کلنگ در شعرهای شاعران ایران‌زمین، فرهنگ‌های فارسی و کتاب‌های عمومی به کار می‌رفت. نام سنتی آن در بسیاری از گویش‌های ایران "قُلِنگ" است. گاهی به نام "قطار کُلَنگ" یا "غازقُلِنگ" نیز یاد می‌شود.

## رده‌بندی
این گروه‌بندی دارای پشتوانه تاریخی بوده است، زیرا خانواده‌های مختلفی از جمله خانواده‌های دشت‌گردان و بلدرچین بوته‌ایان به عنوان کلنگ‌سانان رده‌بندی می‌شوند.    همچنین ممکن است از سوابق فسیلی از زمان کشف Nahmavis از ائوسن پیشین در آمریکای شمالی پشتیبانی شود. 
رابطه بین این پرندگان به دلیل ویژگی‌های کالبدشناسی و رفتاری مشابه است. یک مطالعه ریخت‌شناسی بیشتر پیش رفت و نشان داد که کلنگ‌سانان ممکن است در رابطه با پرندگان ساحلی پیراتبار باشند و یلوه‌ها ارتباط نزدیکی با بلدرچین‌های بوته‌ای دارند.  